# توماخ‌لی
توماخ‌لی (به لاتین: Tomakhly) یک منطقه مسکونی در جمهوری آذربایجان است که در شهرستان شمکور واقع شده‌است.